# There's No Need to Struggle
There's No Need to Struggle è un album in studio del pianista jazz statunitense Horace Silver, pubblicato nel 1983.

## Tracce
1. I Don't Know What I'm Gonna Do
2. Don't Dwell On Your Problems
3. Everything Gonna Be Alright
4. There's No Need to Struggle
5. Seeking the Plan
6. Discovering the Plan
7. Fulfilling the Plan
8. Happiness and Contentment

## Formazione
- Horace Silver - piano
- Eddie Harris - sassofono tenore
- Bobby Shew - tromba
- Ralph Moore - sassofono tenore
- Bob Maize - basso
- Carl Burnette - batteria
- Weaver Copeland, Mahmu Pearl - voce